# Linh miêu Canada
Linh miêu Canada (danh pháp hai phần: Lynx canadensis) là một loài động vật thuộc Chi Linh miêu (Lynx) trong họ Mèo. Loài này được Kerr mô tả năm 1792. Linh miêu Canada có phạm vi phân bố ở Alaska, Canada và các khu vực phía bắc của Hoa Kỳ lục địa. Loài này có bộ lông dài và rậm, đôi tai hình tam giác với những búi đen ở đầu và bàn chân rộng, giống như bàn chân xỏ giày trượt tuyết. Linh miêu Canada cao 48–56 cm ở vai và nặng từ 5 đến 17 kg. Linh miêu Canada bơi giỏi và leo núi nhanh nhẹn.

## Phân loài
Có 3 phân loài hiện được công nhận là:
- L. canadensis canadensis
- L. canadensis mollipilosus
- L. canadensis subsolanus

## Hình ảnh

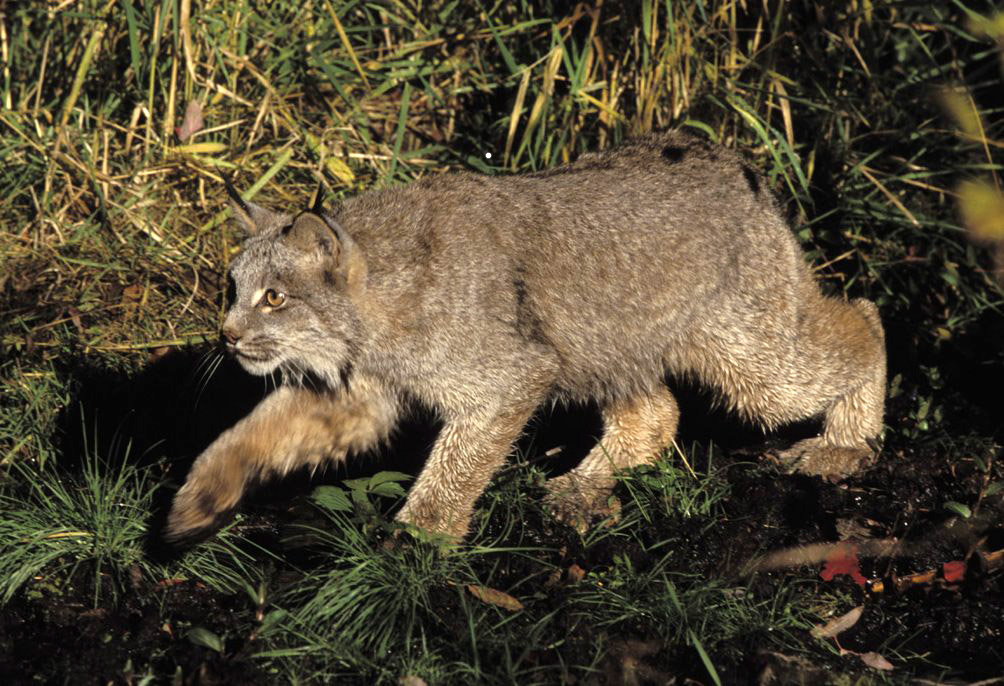
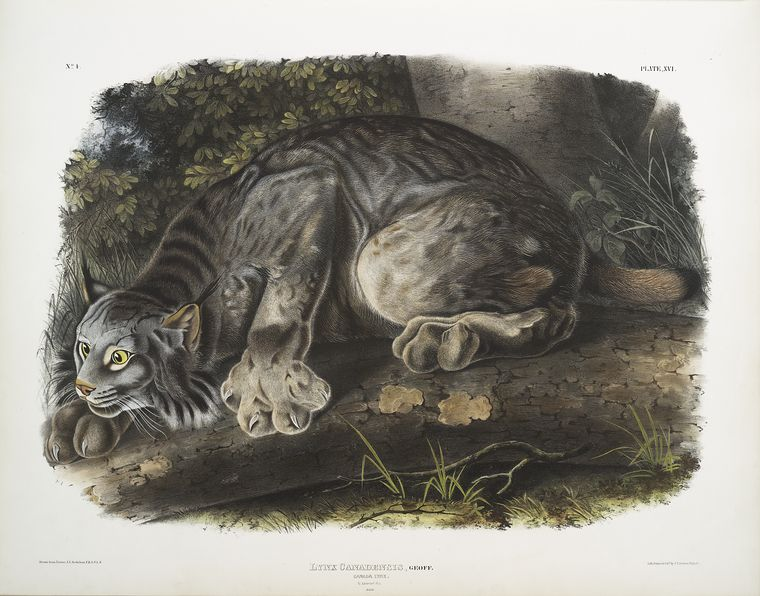
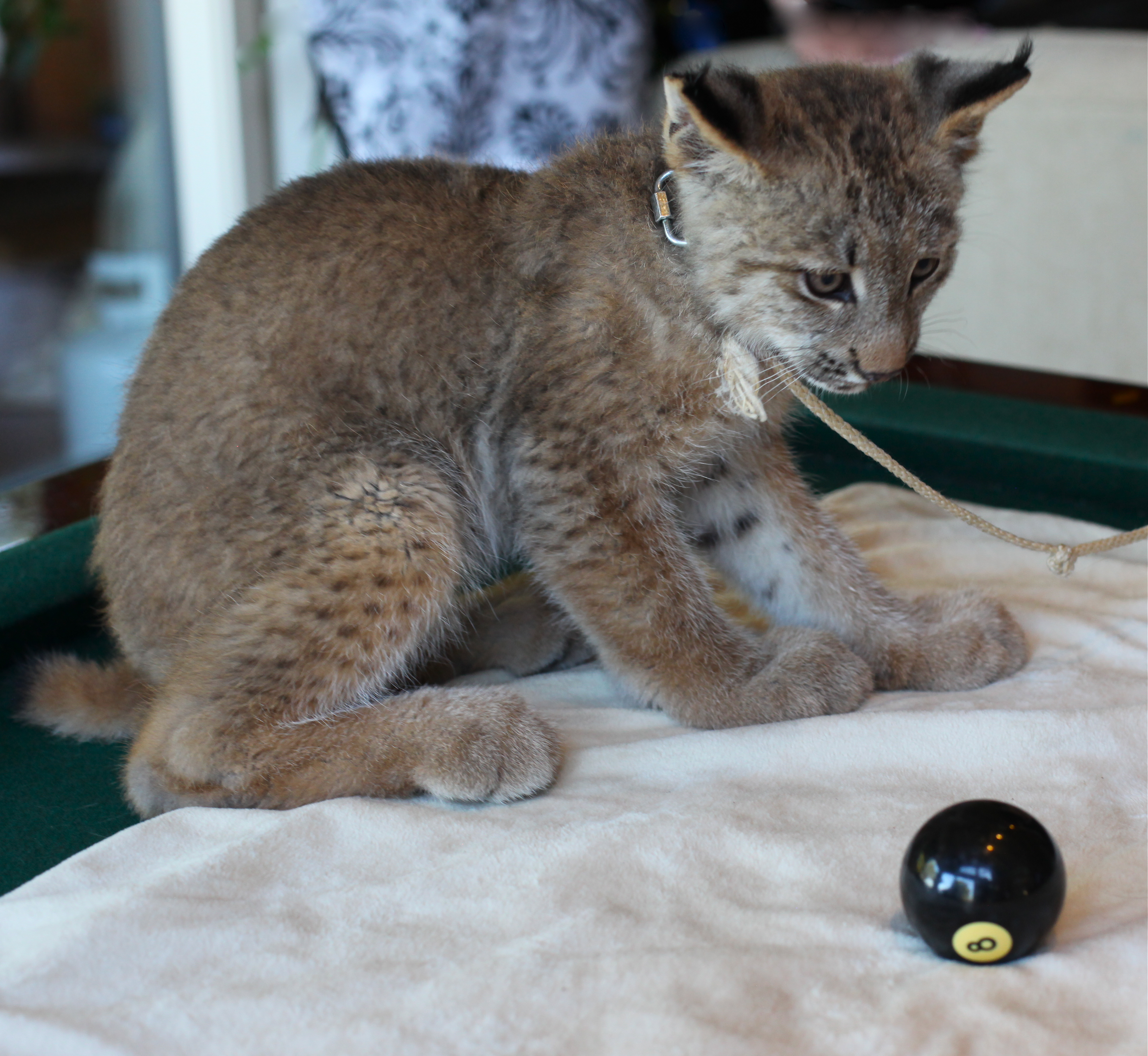